# Greta (barge)
Pour les articles homonymes, voir Greta.
Le Greta est une ancienne barge de la Tamise (Thames sailing barge (en)) de 1891 appartenant à la Greta THames Sailing Barge qui l'utilise en voilier-charter. 
Ce bâtiment est inscrit au registre du National Historic Ships   et il est aussi l'un des nombreux bateaux de la National Historic Fleet.

## Histoire
Greta est une barge qui a été construite en 1891 dans l'Essex, au chantier Stone Brothers à Brightlingsea et lancée en 1982.
En 1918, à cause d'une utilisation moindre des barges pour le commerce côtier, elle a été vendue au London & Rochester Trading Co.
Au début de la Seconde Guerre mondiale, Greta a été affrété par le Ministère des Approvisionnements pour le transport des munitions du dépôt d'artillerie d'Upnor (sur la rivière Medway) jusqu'aux navires de guerre ancrés dans l'estuaire de la Tamise.  
Greta a également participé à l'évacuation de Dunkerque en 1940. Il est le plus vieux navire encore actif des Little ships of Dunkirk (en). Son service de guerre a pris fin en 1946 et, après une remise en état et rééquipé  d'un moteur, Greta a repris le service commercial, transportant principalement du grain, du bois et des aliments pour animaux. Il a principalement servi sur les quais de Medway jusqu'à Colchester. En 1952, il a été reconverti en barge à moteur. 
À la suite du déclin du commerce sur les quais de Londres, au début des années 1960, Greta a été vendu et amarré à Whitewall Creek en attendant sa restauration. Ce n'est qu'à la fin des années 1980 que, basé à Faversham, on revoit Greta comme concurrent régulier dans les courses de barge à voile jusqu'aux années 1990.  
Depuis les années 2000, Greta est utilisé comme voilier-charter. Bien la barge ne soit plus très rapide, elle participe parfois à des courses. En mai 201, elle est venue à Dunkerque pour le 70e anniversaire de l'évacuation avec d'autres bateaux britanniques.